# Jamnik (Słowacja)
Jamnik (słow. Jamník) – wieś (obec) na Słowacji położona w kraju żylińskim, w powiecie Liptowski Mikułasz. Pierwsze wzmianki o miejscowości pochodzą z roku 1346.
Według danych z dnia 31 grudnia 2011, wieś zamieszkiwało 469 osób, w tym 245 kobiet i 224 mężczyzn.
W 2001 roku rozkład populacji względem narodowości i przynależności etnicznej wyglądał następująco:
- Słowacy – 97,51%
- Czesi – 1,11%
- Romowie – 0,28%
- Rusini – 0,28%

Ze względu na wyznawaną religię struktura mieszkańców kształtowała się w 2001 roku następująco:
- Katolicy rzymscy – 22,16%
- Grekokatolicy – 0,55%
- Ewangelicy – 67,31%
- Ateiści – 8,03%
- Przedstawiciele innych wyznań – 0,55%
- Nie podano – 1,39%